# La famiglia omicidi
La famiglia omicidi  (Keeping Mum) è un film del 2005 diretto da Niall Johnson. Il film è dedicato a James Booth (che interpreta Mr. Brown) deceduto quattro mesi prima dell'uscita del film nelle sale.

## Trama
Gran Bretagna, primi anni sessanta. Rosie Jones, una giovane donna incinta, sta viaggiando in treno, quando da un grande baule che costituisce il suo bagaglio inizia a fuoriuscire del sangue. Interrogata dalla polizia, confessa con calma che il baule contiene il corpo del marito infedele e della sua amante uccisi e fatti a pezzi. La totale mancanza di remore spinge il giudice a dichiararla incapace di intendere e di volere e a condannarla a trascorrere il resto dell'esistenza in un manicomio criminale.
Quarantatré anni dopo, nel villaggio di Little Wallop, il parroco anglicano Walter Goodfellow non si rende conto dei problemi della sua famiglia: la moglie Gloria è terribilmente stressata e insoddisfatta, tanto da avere una relazione con l'istruttore di golf Lance, la figlia adolescente Holly soffre di instabilità emotiva, per cui cambia continuamente fidanzato, e Petey, il figlio più piccolo, è vittima di bullismo da parte dei suoi compagni di scuola. Ogni sua possibile occasione di dedicarsi alla famiglia sono impedite dal ruolo di parroco, obbligato a gestire problemi, in particolare lo stagno in prossimità della canonica, in cui potrebbero essere cresciute alghe tossiche, la necessità di comporre un discorso d'apertura per un convegno liturgico e, soprattutto, il dover gestire la signora Parker, anziana presidentessa del comitato degli addobbi floreali della parrocchia, che continua senza sosta a perseguitare Walter e Gloria. Tutto cambia con l'arrivo della nuova governante, Grazia Hawkins.
Il primo incontro di Walter e Gloria con la nuova governante è burrascoso. Grazia aveva soccorso il piccolo Petey, picchiato dai bulli di cui era rimasto in balia dopo che suo padre aveva dimenticato di andare a prenderlo, quindi Gloria, vedendo i due camminare assieme, aggredisce verbalmente l'anziana, pensando che stesse cercando di rapire il bambino, ma si placa quando la donna si fa riconoscere. L'anziana governante viene accolta in casa e impara a identificare coloro che impersonano i problemi della famiglia: il cane del vicino, Clarence, che con il suo continuo abbaiare impedisce a Gloria di dormire, il gruppetto di bulli che vessano Peter, l'istruttore di golf con cui Gloria sta progettando di abbandonare il marito, e la signora Parker. Grazia decide di risolvere questi problemi a modo suo. Per prima cosa uccide Clarence, poi comincia a dare dei consigli a Walter su come strutturare il proprio discorso, usando barzellette e battute, poi insegna a Holly a cucinare e infine taglia i freni alle biciclette dei ragazzini che perseguitano Petey, provocando loro rovinose cadute. La seconda notte, mentre si occupa di disfarsi di Clarence, viene scoperta dal padrone di quest'ultimo, Mr. Brown, quindi uccide anche lui e getta i cadaveri nello stagno. Il giorno successivo, dopo aver scoperto i progetti di Gloria, fa leggere a Walter dei versi della Bibbia sull'amore, facendogli riscoprire la passione per la moglie, che decide di restare con la propria famiglia. Si imbatte infine nell'istruttore di golf, sorpreso di notte nelle vicinanze della canonica mentre registra Holly, nell'atto di spogliarsi, e uccide anche lui con un ferro da stiro.
Durante l'assenza di Walter, partito per partecipare al convegno, Gloria e Holly scoprono l'identità di Grazia vedendo per caso alla televisione un servizio riguardante la vicenda giudiziaria di Rosie Jones. Grazia quindi rivela a Gloria di essere sua madre: Gloria, che era stata sottratta alla madre e affidata a un orfanotrofio subito dopo la nascita, ignorava le proprie origini. Nonostante la contrarietà per gli omicidi commessi, Gloria e Holly, di fronte all'evidenza di come l'anziana abbia una tendenza all'omicidio senza possibilità di recupero, scelgono di aiutarla a buttare nello stagno anche il cadavere di Lance, e più tardi, davanti a una tazza di tè, stabiliscono che Walter e Petey dovranno rimanere all'oscuro di quello che è successo.
La mattina dopo, la signora Parker viene a casa loro per discutere nuovamente i problemi del suo comitato, continuando a non curarsi se gli interlocutori abbiano voglia o tempo di ascoltarla. Grazia, fraintendendo le parole della donna, pensa che abbia scoperto la verità sugli ultimi omicidi, quindi tenta di colpirla alla testa con una padella. Gloria riesce a impedirle quest'ultimo atto di violenza, ma la signora Parker, impaurita per la tentata aggressione, ha un infarto e muore comunque. Essendo stata, alla fine, causata da un infarto, la morte della signora Parker non desta sospetti e, come profetizzato da Grazia, nessuno soffre particolarmente per la sua dipartita. Con il ritorno di Walter dal convegno, in cui ha ottenuto un grande successo grazie ai consigli di Grazia, l'ordine e la concordia sembrano essere stati ripristinati nella famiglia, quindi la governante se ne può andare.
Qualche mese dopo Walter apprende da Bob e Ted, due tecnici delle acque, che lo stagno deve essere prosciugato per la presenza di alghe tossiche. Gloria, che sa che nello stagno sono nascosti i cadaveri delle vittime della madre, invita i due tecnici a bere una tazza di tè in casa, per poi ucciderli e buttare anche i loro corpi nello stagno.

## Riprese
Il film è stato girato nel piccolo villaggio di St Michael Penkivel in Cornovaglia. Numerose riprese esterne sono state girate nell'isola di Man.

## Accoglienza

### Incassi
Il film ha incassato nel mondo 18 575 768 dollari, di cui 1 619 466 dollari in patria, nel Regno Unito, e 16 956 302 dollari nel resto del mondo. È rimasto in programma nelle sale per 19 settimane.

### Critica
Il film ha ottenuto un punteggio di 6,8/10 sul portale di cinema IMDb, totalizzato con 31033 voti. Il sito di recensioni Rotten Tomatoes gli dà invece 56% nei voti della critica e 74% nei voti del pubblico, quest'ultimo su un totale di 22165 giudizi. Il sito Metacritic dà al film il voto di 53/100 basandosi su 22 critiche specializzate (anche se la maggior parte sono di carattere positivo, la stroncatura da parte del Chicago Tribune ha influenzato notevolmente sulla media).

## Curiosità
Il codice postale utilizzato nel film (01632) non appartiene ad alcun luogo reale del Regno Unito ed è riservato per gli utilizzi speciali in film, spettacoli televisivi e libri. Il codice è solitamente seguito da un insieme di sei numeri casuali, imitando lo stile dei numeri telefonici.